# Bierendorf
Bierendorf ist ein Weiler der Ortsgemeinde Lahr im Eifelkreis Bitburg-Prüm in Rheinland-Pfalz.

## Geographische Lage
Bierendorf liegt rund 1 km nördlich des Hauptortes Lahr in Tallage. Der Weiler ist von umfangreichen landwirtschaftlichen Nutzflächen sowie einem schmalen Waldgebieten im Osten umgeben. Durch Bierendorf fließt der Lahrer-Bach.

## Geschichte
Zur genauen Entstehungsgeschichte des Weilers liegen keine Angaben vor. Bekannt ist, dass Bierendorf im Jahre 1846 zur Bürgermeisterei Lahr gehörte und damals von 47 Menschen bewohnt wurde.
Bierendorf war bis 1901 eine eigenständige Gemeinde und wurde dann zum Weiler der Ortsgemeinde Lahr.

## Kultur und Sehenswürdigkeiten

### Hofanlage mit Kapelle und Naturdenkmal
In Bierendorf befindet sich eine stattliche Hofanlage mit Backhaus und Altenteil. Das Gebäude trägt die Bezeichnung 1801. Der Hofanlage ist eine kleine Kapelle angegliedert, die um das Jahr 1900 erbaut wurde. Zudem befinden sich zwei als Naturdenkmal ausgewiesene Eichen auf dem Gelände.

### Wegekreuz
Ferner befindet sich wenig nordwestlich des Ortes ein Wegekreuz direkt an der heutigen Bundesstraße 50. Es handelt sich um ein Vollnischenkreuz mit der ursprünglichen Bezeichnung 1864.
Siehe auch: Liste der Kulturdenkmäler in Lahr (Eifel)
Siehe auch: Liste der Naturdenkmale in Lahr (Eifel)

### Naherholung
In der Nähe von Bierendorf verläuft der Rundwanderweg 43 des Naturpark Südeifel. Es handelt sich um eine rund 12 km lange Rundtour, welche die Orte Körperich, Lahr, Hüttingen bei Lahr, Niedersgegen und Seimerich miteinander verbindet. Highlights am Weg sind die Kirchen in Körperich und Hüttingen, der ehemalige Eiskeller bei Körperich, das Schloss Kewenig sowie mehrere Schloss- und Hofgüter.
Ebenfalls in der Nähe des Weilers verläuft der Rundwanderweg 49 des Naturpark Südeifel. Dieser weist eine Länge von 14 km auf hat seinen Schwerpunkt auf den natürlichen Bachtälern der Region sowie auf mehreren Höhenpunkten.

## Verkehr
Es existiert eine regelmäßige Busverbindung.
Bierendorf ist durch eine Gemeindestraße erschlossen. Direkt westlich des Ortes verläuft die Kreisstraße 2. Wenig nördlich des Weilers befindet sich der Anschluss an die Bundesstraße 50 von Niedergeckler nach Geichlingen.